# 神田恵介
神田 恵介（かんだ けいすけ、1976年-）は、日本のファッションデザイナー、衣裳デザイナー、クリエイティブディレクター、映像作家。

## 人物
早稲田大学卒業後、文化服装学院にて服づくりを学ぶ。服飾レーベル 「ケイスケカンダ」主宰。自身のブランドの他に、ビームスなどの企業ブランドのクリエイティブディレクターも務める。服作りを始める前の大学生時代は自主制作で映画を撮っていたこともあり、近年では映像作家としての活動もスタートし、銀杏BOYZ「GOD SAVE THE わーるど」のMV監督も務めた。映像作品や舞台、そしてアーティストの衣裳デザイナーとしての仕事も多数で、椎名林檎のツアー衣裳のデザインも手掛けている。

## 経歴
- 1998年、早稲田大学在学中に服づくりを始める。
- 2005年、自身の会社を設立し、「ケイスケカンダ」として活動開始。
- 2009年、男の子向け玩具として認知されてきたプラモデルを女の子向けアクセサリーとして再解釈して企画プロデュースした「りぼんの戦士」を発表[5]。
- 2014年、盟友である写真家の浅田政志とともに『卒業写真の宿題』(赤々舎)を上梓。ブックデザインは菊地敦己[6]。
- 2017年、ビームスの新ブランド「ビームスクチュール（BEAMS COUTURE）」のクリエイティブディレクターに就任。同年、大学の後輩であり師弟関係にあった[7]アンリアレイジの森永邦彦と共に株式会社あの服を設立[8]。スタジオジブリをはじめ、アシックスやファミリアとの協業を推し進める[9][10]。
- 2018年、旭化成のジップロックをフィーチャーしたアパレルラインをビームスと共に発表。学生時代に遊びの延長で自作していたジップロックをリメイクしたサイフやポーチが元ネタとなっている[11]。
- 2021年、映像初監督作品となる銀杏BOYZ「GOD SAVE THE わーるど」のミュージック・ビデオが公開。
- 2023年、根本宗子作演・高畑充希主演の舞台「宝飾時計」の衣裳デザイン[12]、椎名林檎の全国ツアー「椎名林檎と彼奴等と知る諸行無常」の衣裳デザインを担当。大正6年創業のきもの屋・株式会社やまとの新プロジェクト「YAMATO Lab.」のクリエイティブディレクターに就任[13]。
- 2024年、企画プロデュースしたジップロック・デザインバッグリボンが全国のスーパーで販売開始[14]。また、発売を記念して公開されたスペシャルムービーの監督も務める[15]。熱海秘宝館に、ワコールとの協業によるランジェリーを素材にした空間アートを提供[16]。